# Otto von Welck

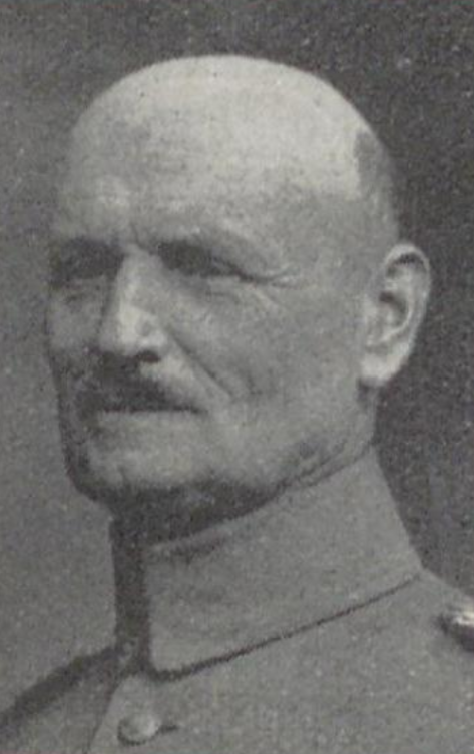
Otto von Welck

Curt Otto Freiherr von Welck (* 28. Januar 1863 in Strehlen; † 10. Juli 1926 in Colborn) war ein sächsischer Generalmajor.

## Leben

### Herkunft
Freiherr von Welck war Sohn des sächsischen Offiziers Heinrich Robert von Welck und Elisabeth von Welck. Er hatte eine Zwillingsschwester, welche schon wenige Monate nach der Geburt verstarb, und noch sieben andere Geschwister. Sein Vater diente als Flügeladjutant des sächsischen Prinzen und späteren Königs Albert und als Kommandeur des Kadettenkorps. Er verstarb 1880 mit dem Rang eines Obersts. Er heiratete am 5. Juli 1898 Helene von Plato, Tochter des sächsischen Generalmajors und seines ehemaligen Regimentskommandeurs Kurt von Plato.

### Karriere
Otto von Welck verbrachte die ersten zehn Jahre im elterlichen Hause und kam am 1. September 1873 in die Erziehungsanstalt des Kantors Heyne in Tharandt. Im März 1877 wurde er dort konfirmiert und im Ostern desselben Jahres in die Fürstenschule St. Afra in Meißen aufgenommen. Nach dem Tod seines Vaters im Jahr 1880 kam er zu seinem Onkel Otto in Grimma, welcher von nun an für ihn sorgte. In jener für ihn trüben Zeit schloss er sich eng an seine jüngere Schwester Ella an, welche schon im Mai 1884 während ihres Lehrerinnenexames in Callenberg starb. Er schrieb über sie: 
„An dieser Schwester habe ich mehr verloren, als ich zu sagen vermag.“
Im Ostern 1884 bestand er die Abiturientenexamen und trat darauf am 30. März 1885 als Avantageur in das Infanterie-Regiment „König Georg“ (7. Königlich Sächsisches) Nr. 106 in Leipzig-Möckern ein. Am 18. September desselben Jahres wurde er zum Leutnant befördert und am 1. April 1887 als Bataillonsadjutant in das neuformierte 11. Königlich Sächsische Infanterie-Regiment Nr. 139 in Döbeln versetzt. Beim Kaisermanöver 1890 stürzte er mit dem Pferde und brach sich beide Knöchel des rechten Fußes. Zur völligen Wiederherstellung seiner Gesundheit unternahm er eine größere Reise durch die Schweiz, Frankreich, Italien und Österreich. Am 24. Januar 1894 erfolgte seine Versetzung in das Grenadier-Regiment „Kaiser Wilhelm, König von Preußen“ (2. Königlich Sächsisches) Nr. 101 in Dresden. Er verblieb die weiteren Jahre im Regiment und wurde nach Beförderung zum Major am 21. Mai 1907 als etatsmäßiger Stabsoffizier zum Stabe des 12. Königlich Sächsischen Infanterie-Regiment Nr. 177 versetzt. Im März 1910 wurde er in sein Stammregiment in Leipzig versetzt. Er wurde 1914 als Oberstleutnant in das 10. Infanterie-Regiment Nr. 134 in Plauen versetzt.
Nach Ausbruch des Ersten Weltkrieges wurde er zum Bataillonskommandeur des I. Bataillons des Reserve-Infanterie-Regiments Nr. 104 ernannt und rückte mit diesem Verband an die Front. Er wurde dabei am 9. September 1914 bei Chalons durch Gefechte mit französischen Truppen am Arm und Fuß verwundet. Nach seiner Wiederherstellung wurde er am Regimentskommandeur des 15. Königlich Sächsischen Infanterie-Regiment Nr. 181. Unter seiner persönlichen Führung konnte er mit zwei Bataillonen seines Regiments am 12. Oktober 1914 die Porte de Douai der Festung Lille stürmen, die vom Kommandanten an Otto bedingungslos übergeben wurde. Er wurde für diese Aktion am 17. November 1914 mit dem Ritterkreuz des Militär-St.-Heinrichs-Ordens ausgezeichnet. Er nahm im späteren Verlaufe des Krieges an den Kämpfen gegen englische Truppen und den schweren Kämpfen an der Somme. Er wurde in dieser Eigenschaft auch zum Oberst befördert und reichte am 30. August 1916 sein Abschiedsgesuch ein. Im September 1916 kehrte er nach Sachsen zurück und wurde am 16. November desselben Jahres zum Kommandeur des Landwehr-Bezirks Plauen ernannt. Gleichzeitig übernahm er den Vorsitz im Einberufungs- und Schlichtungsausschusses des vaterländischen Hilfsdienstes. Am 27. August 1919 wurde er mit dem Charakter eines Generalmajors von seiner Position enthoben und schied aus dem aktiven Heeresdienst aus.
Er zog darauf mit seiner Familie nach Colborn in Hannover um. Er verbrachte die letzten Jahre seines Lebens in Colborn.